# 塞拉利昂特别法庭
塞拉利昂特别法庭（英語：Special Court for Sierra Leone，縮寫SCSL），是一个由塞拉利昂政府和联合国建立的司法机关，目的是审判在1996年11月30日以后，及塞拉利昂内战中“凡是对塞拉利昂境内严重侵犯国际人道主义法的行为和塞拉利昂有关法律定为犯罪的行为负最大责任的人”。这个法庭以英语为工作语言，并在塞拉利昂的首都弗里敦、海牙、纽约市设立办公室。
2012年4月26日，賴比瑞亞前总统查爾斯·泰勒成为第一名被指控犯有战争罪的非洲国家领导人。